# Teofil Crișan
Teofil Crișan (n. 1869, Băgău, județul Timiș – d. 1943, Lugoj, județul Timiș) a fost un deputat în Marea Adunare Națională de la Alba Iulia, organismul legislativ reprezentativ al „tuturor românilor din Transilvania, Banat și Țara Ungurească”, cel care a adoptat hotărârea privind Unirea Transilvaniei cu România, la 1 decembrie 1918 :p. 201.

## Biografie
A urmat cursurile școlii primare din sat, iar apoi Teologia la Blaj. Devine vicar în Hațeg, iar mai târziu canonic la Episcopia Lugojului :p. 201.  

## Activitatea politică
Ca deputat în Adunarea Națională din 1 decembrie 1918 a fost delegat al Cercului electoral Hațeg >:p. 201.	